# Ramon Martí i Martí
Ramon Martí i Martí (L'Espluga de Francolí, 20 de març de 1917 — L'Espluga de Francolí, 1 d'abril de 2011) va ser el mestre forjador artístic de Cal Biel. Es va formar a les Escoles Professionals dels Salesians de Sarrià, a Barcelona, en l'ofici de forja i serralleria. Fou el principal encarregat de refer, reconstruir i rehabilitar totes les obres de forja, tant les d'ús quotidià com les artístiques, del Monestir de Poblet un cop hi tornaren els monjos (1940), feina que continua fent el seu fill, Valentí Martí, i el seu net, Enric Martí. Baranes, portes, faristols, candelers, llums, escultures, "cristos"... la majoria d'obres de forja que es poden admirar avui dia al monestir han sortit del seu taller del passeig Cañellas de l'Espluga de Francolí, on la seva obra es troba també representada. L'any 1997 va ser distingit amb la Medalla d'Or de la Confederació Espanyola d'Antics Alumnes de Don Bosco. El desembre de 2006 va rebre la primera Medalla de la Vila de l'Espluga de Francolí. Morí el primer d'abril de l'any 2011.